# سه تلان (بیضا)
سه تلان، روستایی در دهستان کوشک هزار بخش مرکزی شهرستان بیضا در استان فارس ایران است.

## جمعیت
بر پایه سرشماری عمومی نفوس و مسکن در سال ۱۳۹۵، جمعیت این روستا برابر با ۲۰۲ نفر (۵۳ خانوار) بوده است.